# Stone Ghost (сеть)
STONEGHOST или Stone Ghost (рус. Каменный призрак) — кодовое название сети, управляемой Разведывательным управлением Министерства обороны США для обмена информацией между Соединенными Штатами, Великобританией, Канадой и Австралией. Некоторые источники сообщают, что Новая Зеландия также участвует, и поэтому Stone Ghost соединяется и поддерживается спецслужбами всех стран Five Eyes.
Stone Ghost не несет в себе совершенно секретной информации Intelink. В прошлом он был известен как Intelink-C, а также может называться «Q-Lat» или «Quad link». Это высокозащищенная сеть со строгими требованиями к физической и цифровой безопасности. В сети размещается информация на военную тематику, а также о радиоэлектронной разведке, внешней разведке и национальной безопасности.
В октябре 2022 года в опубликованном онлайн Атлантическим советом документе об обмене разведданными, автором которого являются два ныне вышедших на пенсию инсайдера разведывательного сообщества, упоминается эта программа: «Ситуация усугубляется различными процессами и стандартами аккредитации, например, между Соединенными Штатами и Соединенное Королевство, где национальные версии STONEGHOST (совместно спонсируемая FVEY Above Secret Defense (рус. Сверх Секретной Безопасности) ИТ-система) не полностью согласованы.»

## Дело канадского шпиона (2012)
Офицер разведки Королевского военно-морского флота Канады подлейтенант. Джеффри Делайл признал себя виновным 10 октября 2012 года по обвинениям, в том числе в загрузке и продаже информации из системы Stone Ghost российскому шпионскому агентству ГРУ. Он был приговорен к 20 годам тюремного заключения за вычетом срока, отбытого 6 февраля 2013 года, за нарушение в соответствии с Актом о защите информации.